# Ośrodek Badań Naukowych im. Wojciecha Kętrzyńskiego w Olsztynie
Ośrodek Badań Naukowych im. Wojciecha Kętrzyńskiego w Olsztynie – instytut naukowy powołany 28 grudnia 1961, działający od 26 marca 1963 w Olsztynie. 31 maja 2019 został przekształcony w Instytut Północny.

## Historia
Wyodrębnił się ze SKK „Pojezierze”, w ramach którego funkcjonował od 1963 do uzyskania samodzielności prawnej w 1968.
Odwoływał się do tradycji Instytutu Mazurskiego. Wydawał m.in. kwartalnik naukowy Komunikaty Mazursko-Warmińskie i biuletyn Obwód Kaliningradzki.

## Dyrektorzy
- Władysław Ogrodziński (do 1970)
- Jerzy Sikorski (1970–1983)
- Edmund Wojnowski (1983–1990)
- Stanisław Achremczyk (1990–2016)[2]
- Jerzy Kiełbik (2016–2019)